# Colonia Fovissste
Colonia Fovissste är en ort i Mexiko.   Den ligger i kommunen Concepción del Oro och delstaten Zacatecas, i den centrala delen av landet, 600 km norr om huvudstaden Mexico City. Colonia Fovissste ligger 1 887 meter över havet och antalet invånare är 756.
Terrängen runt Colonia Fovissste är varierad. Runt Colonia Fovissste är det mycket glesbefolkat, med 4 invånare per kvadratkilometer. Närmaste större samhälle är Concepcion del Oro, 4,5 km väster om Colonia Fovissste. Omgivningarna runt Colonia Fovissste är i huvudsak ett öppet busklandskap.